# VR集團
VR集团公司（芬蘭語：VR-Yhtymä Oyj），原名芬蘭鐵路（Suomen Valtion Rautatiet），是芬蘭的國營鐵路公司。其業務包括芬蘭國內的客運和貨運鐵路服務。鐵路網則由芬蘭鐵路局（Suomen Ratahallintokeskus）興建和維修，原本鐵路服務和鐵路網皆由國營 Valtionrautatiet 公司經營，後來才分開為芬蘭鐵路集團和芬蘭鐵路局兩家國營公司。

## 歷史

芬蘭鐵路集團在1985-2009年间使用的標誌

1862年，芬蘭參議院（Senate）通過成立芬蘭國營鐵路，當時芬蘭仍是俄羅斯帝國的藩屬。因此鐵路都用俄國的軌距標準（1524毫米），而不是一般的歐洲軌距標準（1435毫米），此後芬蘭各私營鐵路公司陸續進行國有化，並併入芬蘭國營鐵路公司。

## 業務
- 芬蘭國內客運鐵路服務
- 芬蘭國內貨運鐵路服務
- 附屬公司業務：

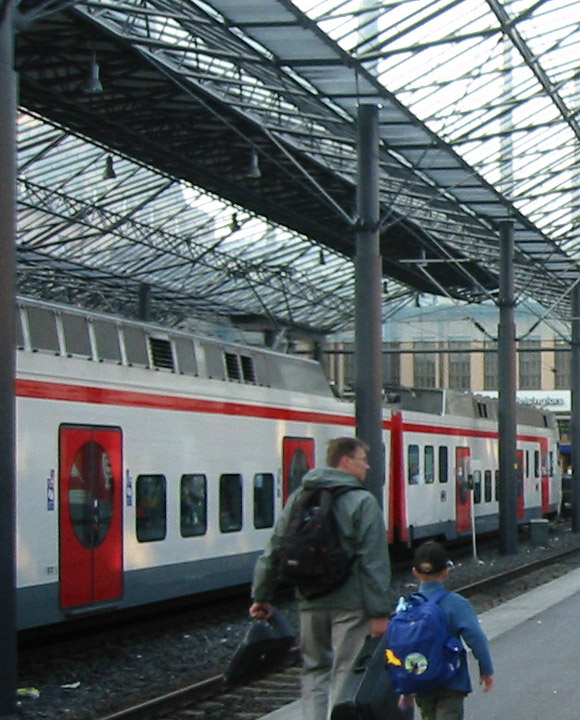
赫爾辛基車站內的芬蘭鐵路通勤鐵路列車

  - 公路貨運服務（由附屬的 Transpoint 公司經營）
  - 長途巴士客運服務（由附屬 Pohjolan Liikenne 公司經營）
  - 餐飲服務（Catering）
  - 房地產業務
  - 芬蘭鐵路博物館
  - 有關物流的通訊及科技業務

### 國際業務
芬蘭唯一的國際鐵路線是往俄羅斯的：
- 每日兩班客運列車往聖彼德堡：名為西贝柳斯号（「Sibelius」）和列宾號（「Repin」）
- 每日一班的午夜（overnight）客運列車經聖彼德堡往莫斯科：名為托尔斯泰號（「Tolstoi」）

芬蘭鐵路並銷售由赫爾辛基經莫斯科轉乘西伯利亞鐵路直達北京的車票，是歐洲唯一銷售這種通往亞洲車票的鐵路公司。
現有計劃把芬蘭至莫斯科的路軌（主要在俄國境內）升級以便可以让芬蘭鐵路的高速鐵路列車「Pendolino」行駛。

### 通勤鐵路服務
芬蘭鐵路也經營赫爾辛基週邊的通勤鐵路服務。

## 鐵路網

芬蘭鐵路鐵路运营網圖

鐵路網已經全面升級成可行走高速鐵路列車的路軌。長途鐵路網主要聯接各主要城市，以赫爾辛基為中心，向西直達波羅的海海岸，向北至北極圈內，向東至俄羅斯邊境。
鐵路網中，罗瓦涅米以北的車站皆在北極圈內，並有高速鐵路連結各車站來往赫爾辛基。
除往俄羅斯的直通國際列車外，路線並從圖爾庫港車站登上渡輪橫渡波羅的海至瑞典首都斯德哥爾摩。

## 列車
芬蘭鐵路的長途鐵路列車相當整潔和寬敞，包括以下列車型號：
- 特快列车（Express）
- 城际列车（InterCity）
- 城际列车2（InterCity 2）
- 摆式列车

各型號列車行駛速度皆可達每小時180公里，「摆式列车」更可達每小時220公里。

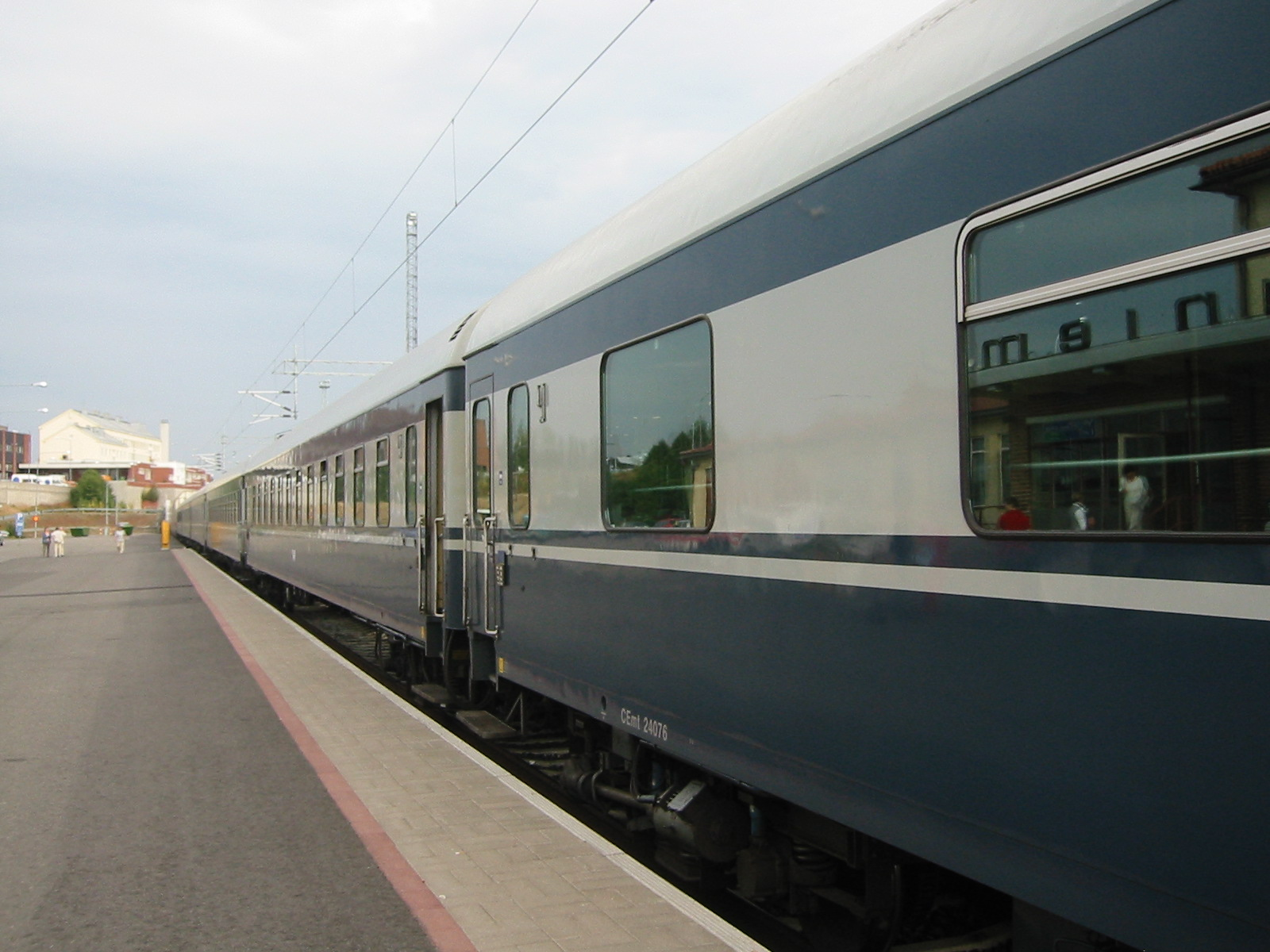
特快列車
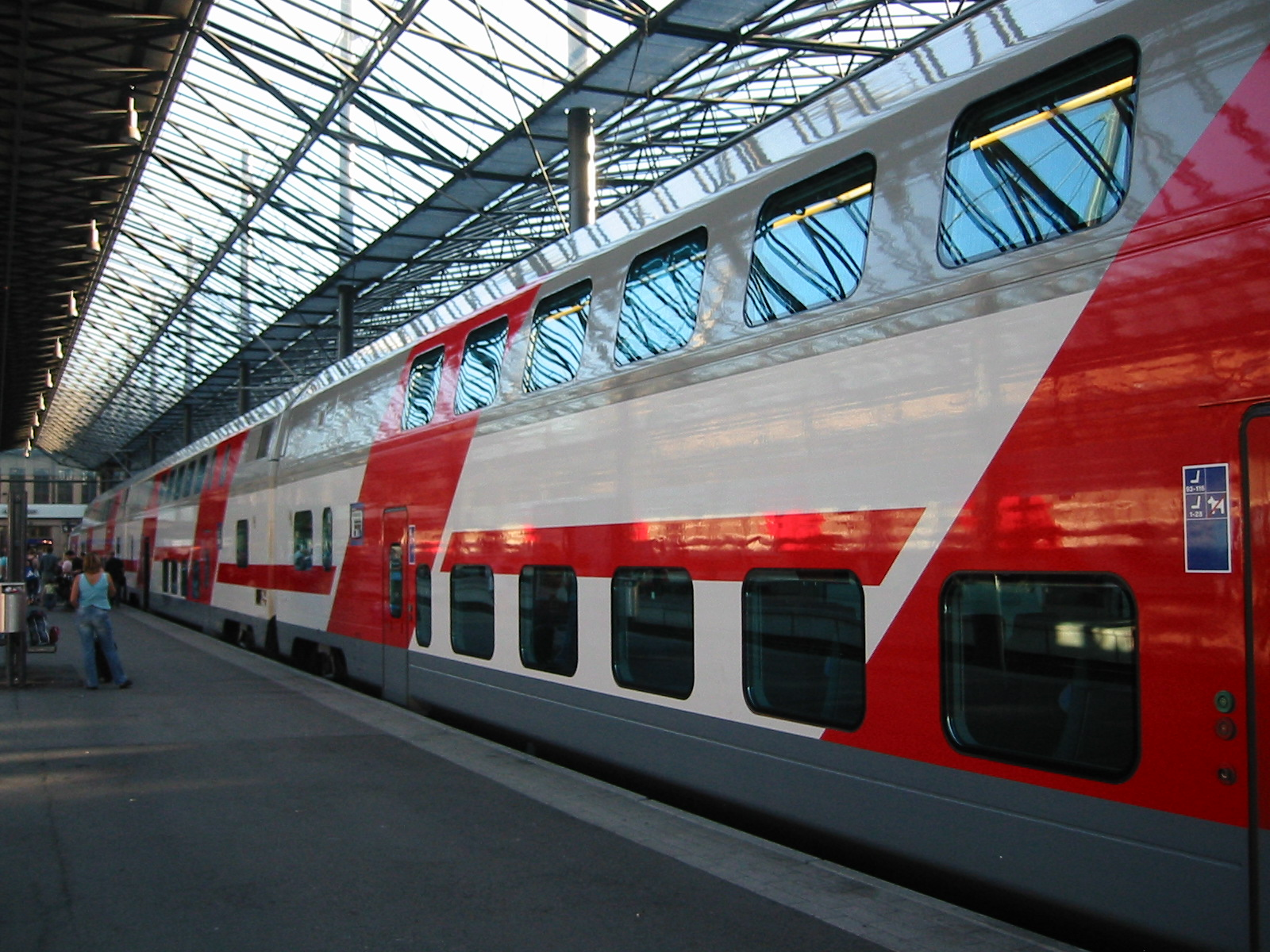
城际列車2
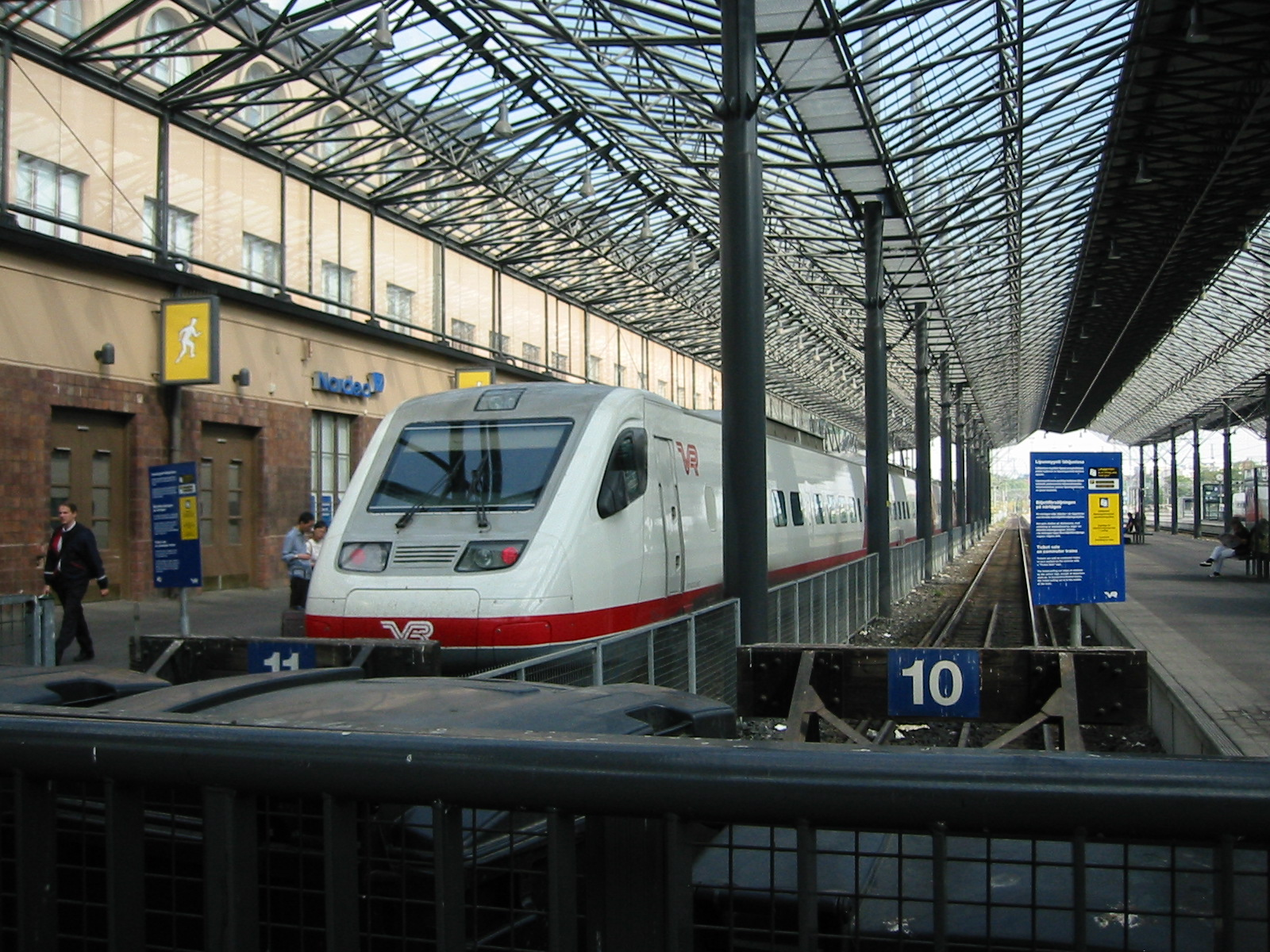
摆式列車
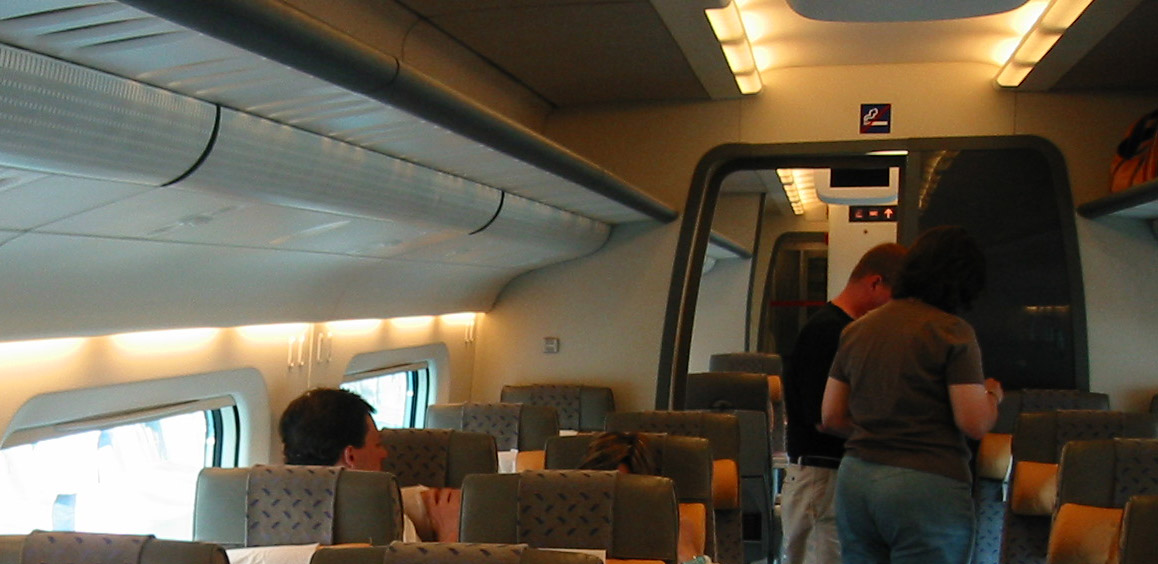
摆式列車內部
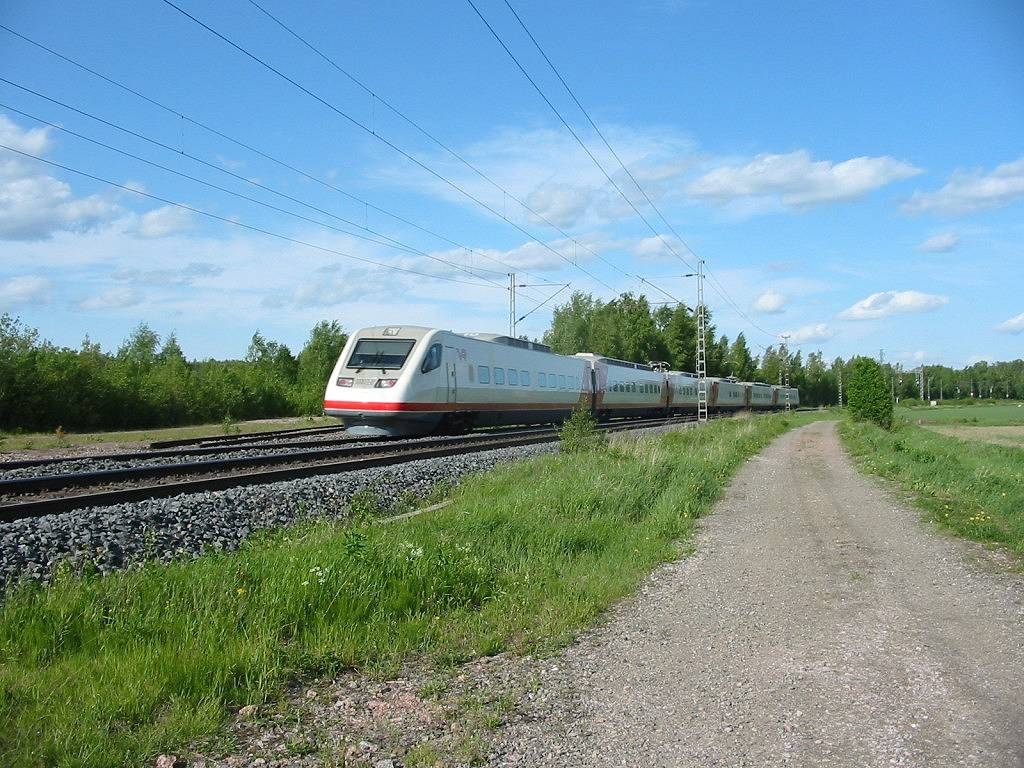
摆式列車
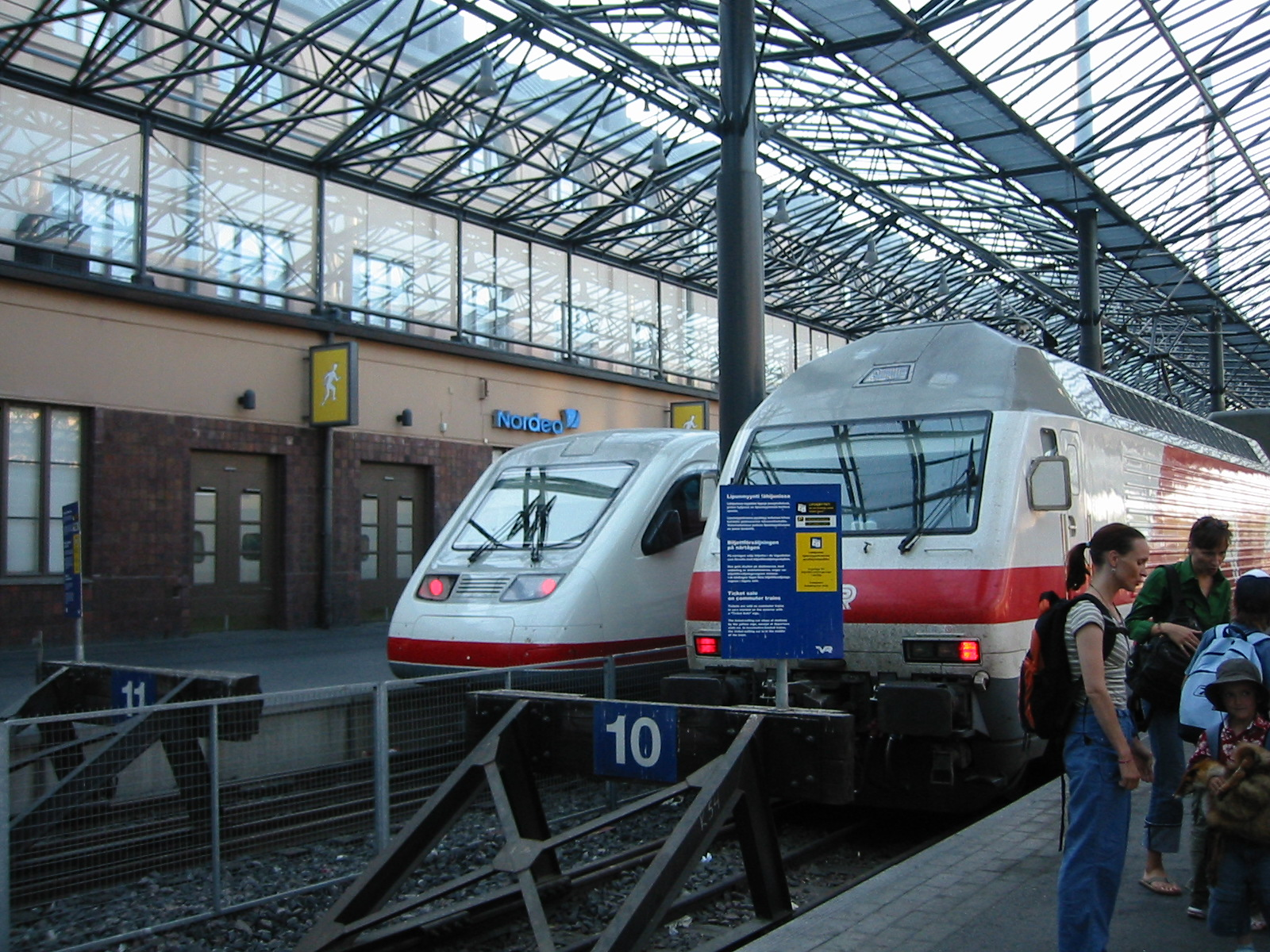
左：摆式列車車頭；右：一般列車（包括城际列车2和特快列車）車頭
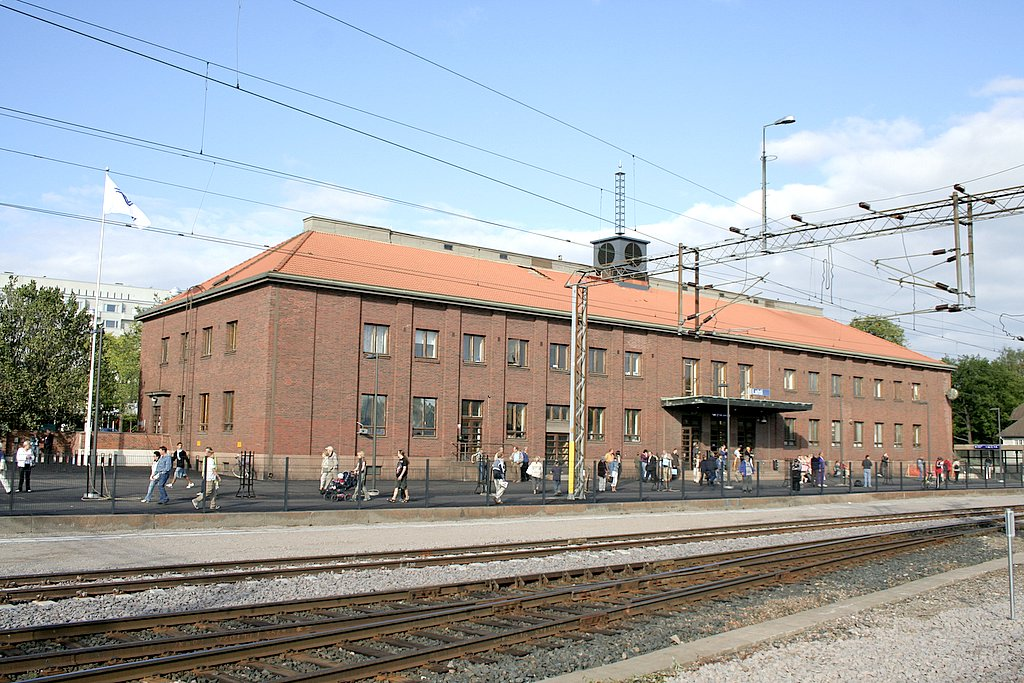
拉赫蒂车站
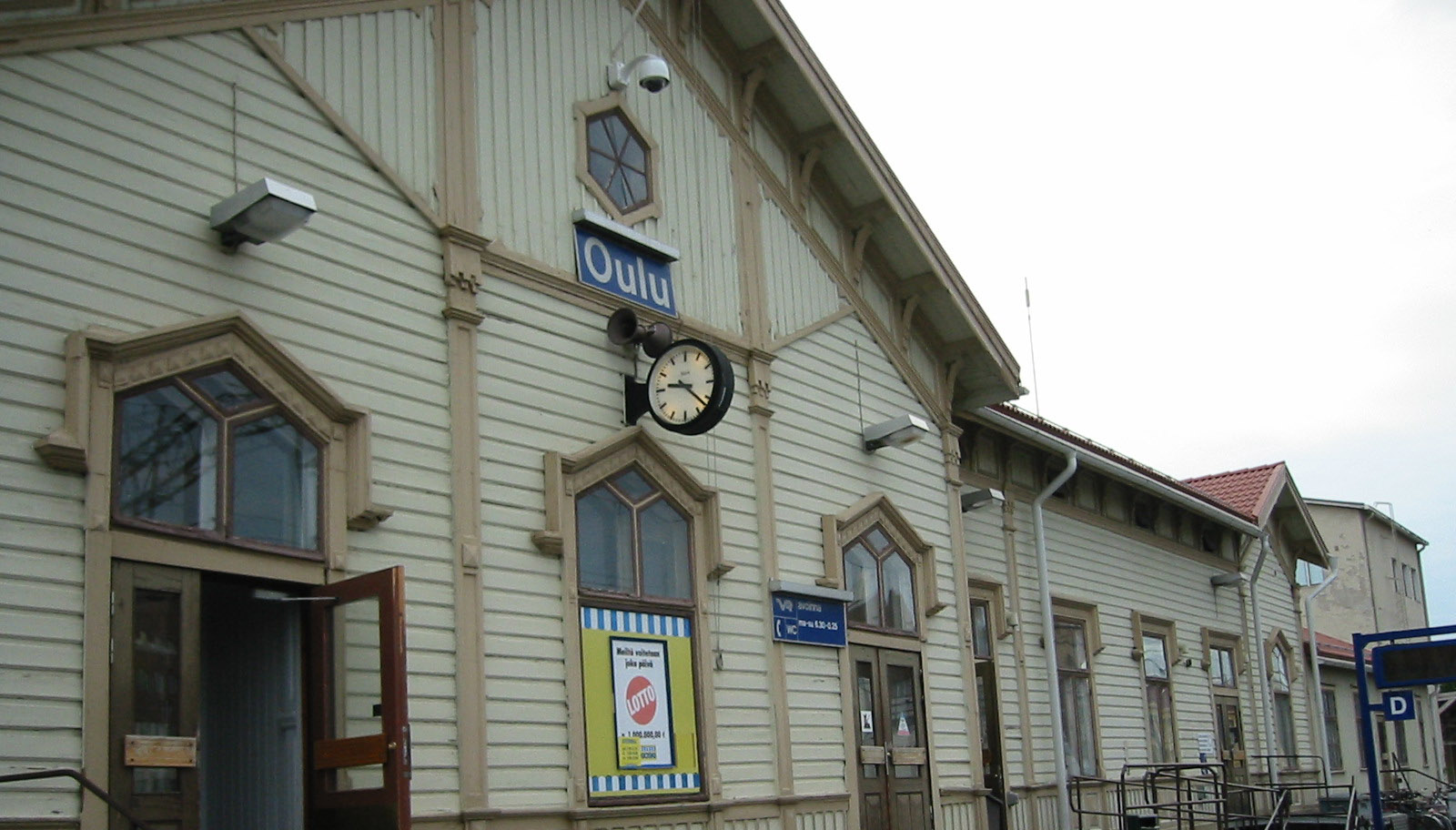
芬蘭北部最大城市奥卢的火車站
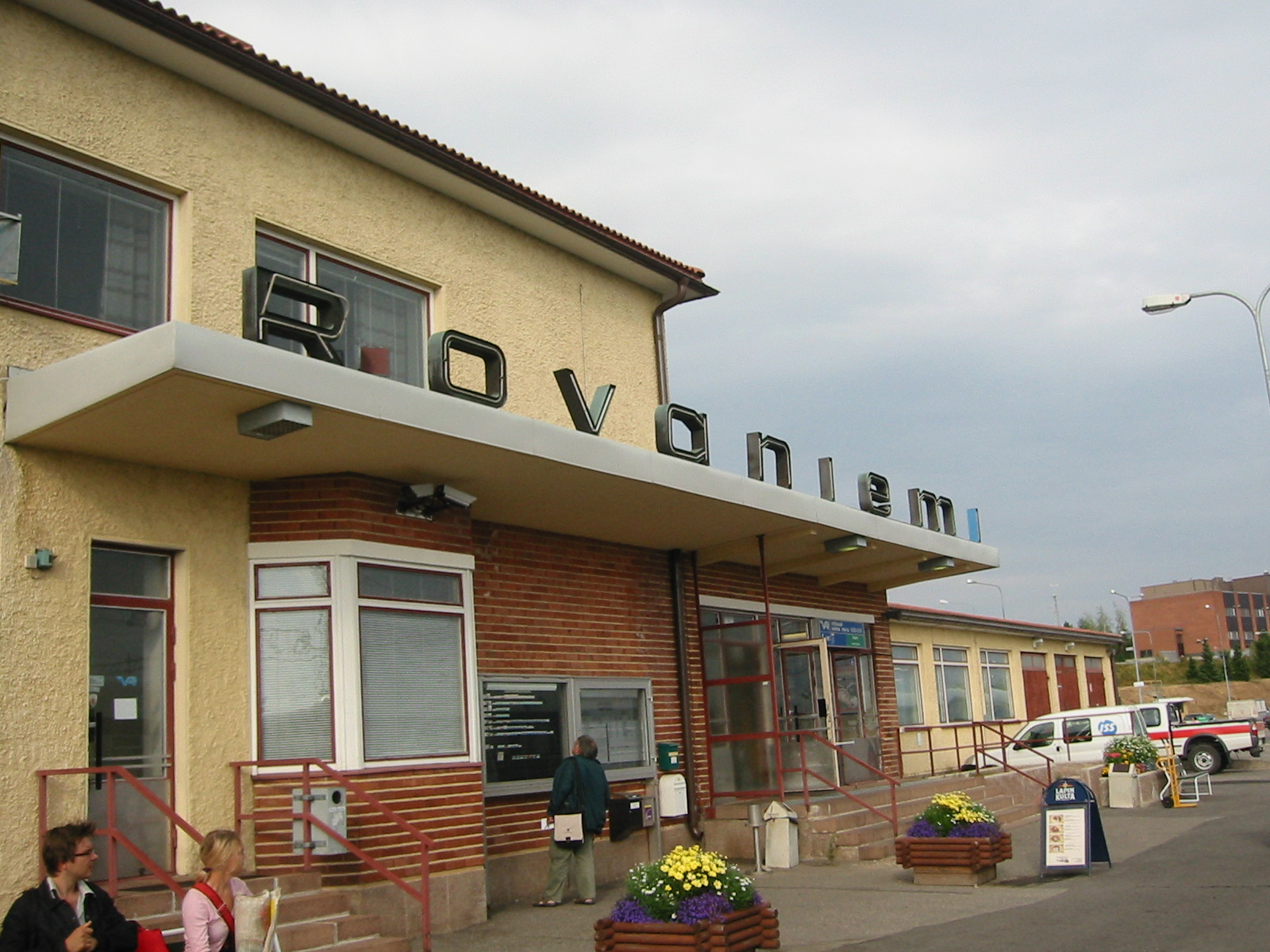
芬蘭北極圈上城市罗瓦涅米的火車站

### Pendolino列車

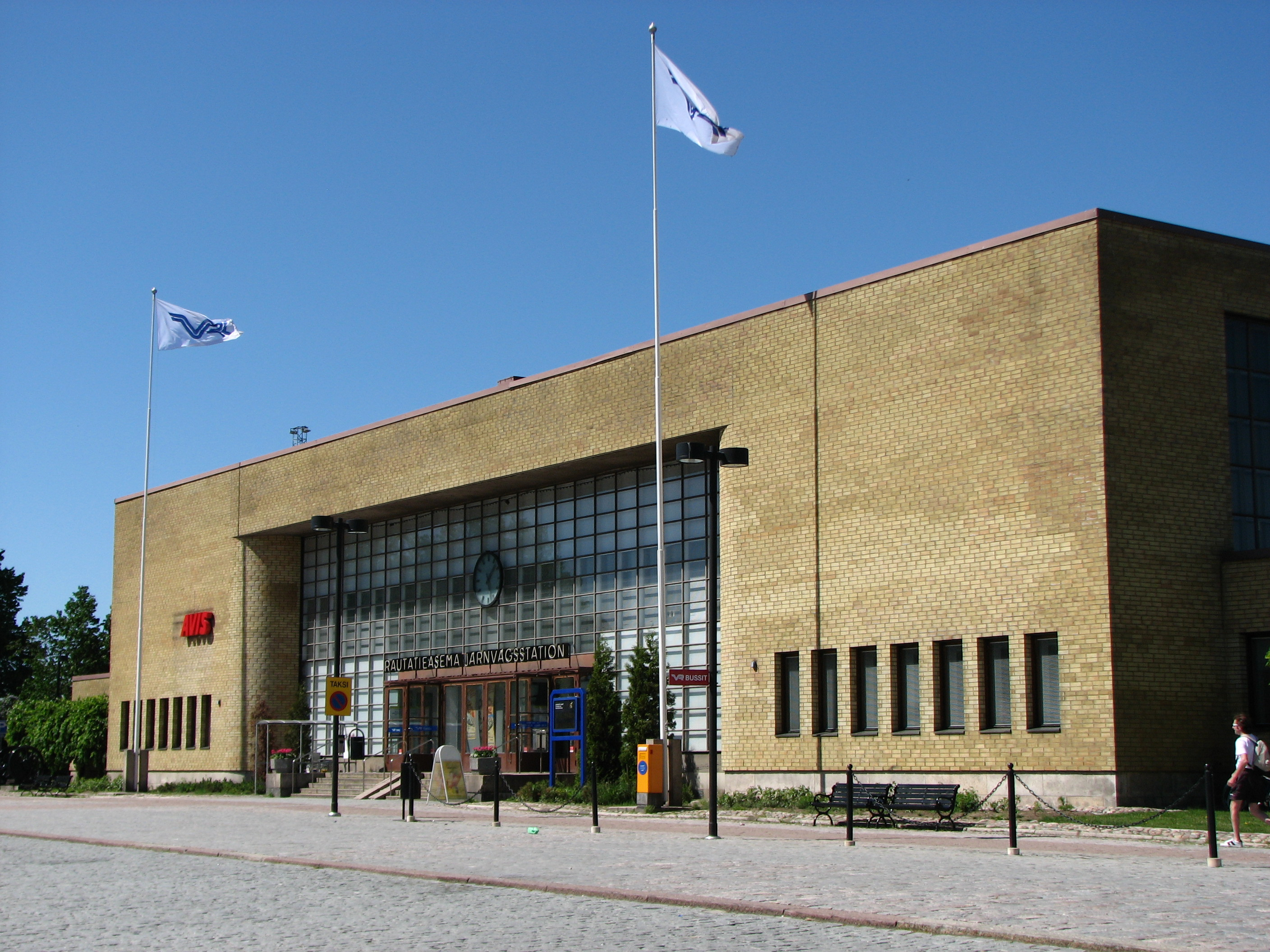
图尔库中央车站

「Pendolino」列車是芬蘭鐵路最新型號的長途鐵路列車，是一種高速鐵路擺式列車，速度可達每小時248公里，平均營運速度為每小時120至220公里。在芬蘭鐵路的鐵路時間表上， Pendolino行駛的班次皆標上「S」字。
芬蘭鐵路於1990年代選用Pendolino，因應芬蘭多彎的铁路线路，擺式列車能在多彎的路軌上安全舒適地高速行駛。購買擺式列車比選用傳統高速鐵路列車並為此而重建路軌便宜。Pendolino因此不像歐洲其他高速鐵路（如TGV）需要專建路軌，可以與固有列車共用原有路軌，但速度因此不如傳統高速鐵路列車。
Pendolino列車車廂設計像飛機機艙，座位上有音響設備，也有供手提電腦用的供電插頭，Pendolino商務艙的服務也有如飛機商務艙。

#### Pendolino路線
Pendolino列車服務各主要芬蘭鐵路的長途路線，如：
- 赫爾辛基 - 圖爾庫
- 赫爾辛基 - 坦佩雷 - 奧盧
- 赫爾辛基 - 坦佩雷 - 瓦薩

## 外部連結
- 官方网站  （文） （瑞典文） （英文）
- 时刻表及网上购票网站 （页面存档备份，存于） （文） （瑞典文） （英文） （俄文）
- 芬蘭鐵路博物館 （页面存档备份，存于） （文） （瑞典文） （英文） （俄文）